# Elisabeth Abegg
Luise Wilhelmine Elisabeth Abegg, née la 3 mars 1882 à Strasbourg et morte le 8 août 1974 à Berlin, est une pédagogue et résistante allemande. Elle a sauvé environ 80 juifs de la Shoah, et à ce titre, est nommée Juste parmi les nations.

## Biographie
Entre 1912 et 1916, elle a étudié l'histoire, la philologie et la romanistique à l'université de Leipzig. Elle obtient son doctorat en 1916 et déménage à Berlin en 1918.
Elle s'implique dans le travail de reconstruction de l'après-guerre, organisé par les Quakers. Elle commence à enseigner au Luisengymnasium de Berlin-Mitte en 1924 et est une membre active du Parti démocrate allemand.
En raison de ses critiques ouvertes contre la prise de pouvoir d'Adolf Hitler en 1933, elle est transférée dans une autre école comme sa collègue Elisabeth Schmitz, et questionnée par la Gestapo en 1938,. Elle est forcée à démissionner en 1941 et se convertit officiellement au quakerisme. En 1942, elle commence à aider les Juifs persécutés à trouver un abri sûr. Elle crée un vaste réseau de sauvetage, incluant ses amis quakers et ses anciens élèves. Elle-même héberge temporairement des dizaines de familles dans son appartement de Tempelhof et dans ceux inoccupés du voisinage, et leur garantit un hébergement permanent à Berlin, dans l'est de la Prusse et en Alsace. Elle vend ses bijoux pour payer le passage de certains Juifs en Suisse et cache des enfants Juifs chez elle. Au total, elle a sauvé plus de 80 personnes entre 1942 et 1945.
Après la Seconde Guerre mondiale, elle reprend son travail d'enseignante à Berlin, devient membre du Parti social-démocrate d'Allemagne et s'implique dans les groupes quakers.
En 1957, un groupe de personnes qu'elle a sauvé lui dédicace un livre : And a Light Shined in the Darkness.
Elle est morte en 1974.

## Distinctions
Elle a reçu l'Ordre du Mérite de la République fédérale d'Allemagne en 1957. Elle est nommée Juste parmi les nations par Yad Vashem en 1967. Une plaque a été posée près de son appartement de Tempelhof en 1991, et une rue de Berlin-Mitte porte son nom depuis 2006.